# Пицци (футболист)
Луи́ш Миге́л Афо́нсу Ферна́ндеш (порт. Luís Miguel Afonso Fernandes; род. 6 октября 1989[…], Браганса), более известный как Пи́цци (порт. Pizzi) — португальский футболист, полузащитник кипрского клуба АПОЭЛ.

## Карьера

### Клубная
Пицци начинал карьеру в родном клубе «Браганса» и сыграл за неё в четырёх играх за профессиональную команду. В 2007 году он стал игроком академии клуба «Брага», а через год отправился в аренду в «Рибейран». Летом 2009 года Пицци на правах аренды перешёл в «Спортинг» из Ковильяна, но через полгода отправился в аренду на полтора года в «Пасуш де Феррейра». 16 января 2010 года он дебютировал в чемпионате Португалии, выйдя на замену в матче против «Порту» (1:1). 8 мая 2011 года Пицци оформил хет-трик в матче против «Порту» (3:3).
30 августа 2011 года Пицци был арендован клубом «Атлетико Мадрид». 18 сентября 2011 года он дебютировал в испанском чемпионате в матче против сантандерского «Расинга» (4:0). В октябре 2012 года мадридский клуб выкупил Пицци у «Браги» за 13,5 миллиона евро в рассрочку на 4 года. Сезон 2012/13 провёл в составе клуба «Депортиво Ла-Корунья».
26 июля 2013 года перешёл в «Бенфику». Спустя три дня был отдан в аренду в «Эспаньол». За весь 1 проведённый год в «Эспаньоле» забил 4 гола.
3 июня 2014 года вернулся из аренды в «Бенфику» где провёл ещё 8 лет. 8 февраля 2022 года был отдан в аренду в «Башакшехир», уже 30 июня того же года вернулся в «Бенфику». В сезоне 2020/21 стал лучшим бомбардиром «Лиги Европы» наряду с ещё тремя футболистами. За все 8 проведённых лет в «Бенфике» Пицци забил 94 гола и отдал 95 ассистов, также в сезоне 2019/20 стал лучшим бомбардиром Португальской лиги забив 18 голов.
27 июля 2022 на правах свободного агента ушёл в «Аль-Вахда» из ОАЭ. 30 января 2023 года вернулся спустя 12 лет в «Брагу»
7 сентября 2024 года присоединился к кипрскому клубу АПОЭЛ.

### В сборной
14 ноября 2012 года Пицци дебютировал за сборную Португалии в товарищеском матче против Габона (2:2) и в этом же матче забил первый гол за сборную.

## Статистика

### Матчи за сборную
| №  | Дата             | Оппонент       | Счёт             | Голы | Пасы | Минуты | Соревнование                        |
| -- | ---------------- | -------------- | ---------------- | ---- | ---- | ------ | ----------------------------------- |
| 1  | 14 ноября 2012   | Габон          | 2:2              | 1    | —    | 90'    | Товарищеский матч                   |
| 2  | 14 августа 2013  | Нидерланды     | 1:1              | —    | —    | 26'    | Товарищеский матч                   |
| 3  | 31 марта 2015    | Кабо-Верде     | 0:2              | —    | —    | 25'    | Товарищеский матч                   |
| 4  | 16 июня 2015     | Италия         | 1:0              | —    | —    | 3'     | Товарищеский матч                   |
| 5  | 25 марта 2017    | Венгрия        | 3:0              | —    | —    | 4'     | Отборочные матчи ЧМ-2018 (группа В) |
| 6  | 28 марта 2017    | Швеция         | 2:3              | —    | —    | 45'    | Товарищеский матч                   |
| 7  | 3 июня 2017      | Кипр           | 4:0              | 1    | —    | 30'    | Товарищеский матч                   |
| 8  | 24 июня 2017     | Новая Зеландия | 4:0              | —    | —    | 45'    | Кубок конфедераций 2017 (группа А)  |
| 9  | 2 июля 2017      | Мексика        | 2:1 ((доп. вр.)) | —    | —    | 91'    | Кубок конфедераций 2017 (3-е место) |
| 10 | 6 сентября 2018  | Хорватия       | 1:1              | —    | 1    | 61'    | Товарищеский матч                   |
| 11 | 10 сентября 2018 | Италия         | 1:0              | —    | —    | 74'    | Лиги наций 2018/19                  |
| 12 | 11 октября 2018  | Польша         | 3:2              | —    | 1    | 74'    | Лиги наций 2018/19                  |
| 13 | 17 ноября 2018   | Италия         | 0:0              | —    | —    | 68'    | Лиги наций 2018/19                  |
| 14 | 25 марта 2019    | Сербия         | 1:1              | —    | —    | 68'    | Отбор ЧЕ-2020 (группа В)            |
| 15 | 10 сентября 2019 | Литва          | 5:1              | —    | —    | 1'     | Отбор ЧЕ-2020 (группа В)            |

Итого: сыграно матчей: 15 / забито голов: 2; победы: 8, ничьи: 5, поражения: 2.

## Достижения
«Пасуш де Феррейра»
- Финалист Кубка португальской лиги: 2010/11

«Атлетико Мадрид»
- Победитель Лиги Европы УЕФА: 2011/12

«Бенфика»
- Чемпион Португалии (4): 2014/15, 2015/16, 2016/17, 2018/19
- Обладатель Кубка Португалии: 2016/17
- Обладатель Кубка португальской лиги (2): 2014/15, 2015/16
- Обладатель Суперкубка Португалии (3): 2016, 2017, 2019

«Брага»
- Обладатель Кубка Португальской лиги: 2023/24

Сборная Португалии
- Бронзовый призёр Кубка конфедераций: 2017
- Победитель Лига наций УЕФА: 2018/19